# 衛尉寺
衛尉寺（えいいじ）は、王朝時代の中国の官署である。九寺のひとつ。
漢代の衛尉を起源とする。北斉のときに衛尉寺が置かれ、禁衛の武装兵を管掌した。宮城の城門を管理し、校尉2人が置かれた。隋のとき、公車・武庫・守宮などの署を統括し、おのおのに令や丞が置かれた。唐代には、衛尉寺の長官は衛尉寺卿といい、その官位は従三品とされた。次官は衛尉寺少卿といい、その官位は従四品上とされた。その下に衛尉寺丞（従六品上）2人・衛尉寺主簿（従七品上）2人・衛尉寺録事（従九品上）1人が置かれた。